# Евакуація 200 (Чорний тюльпан)

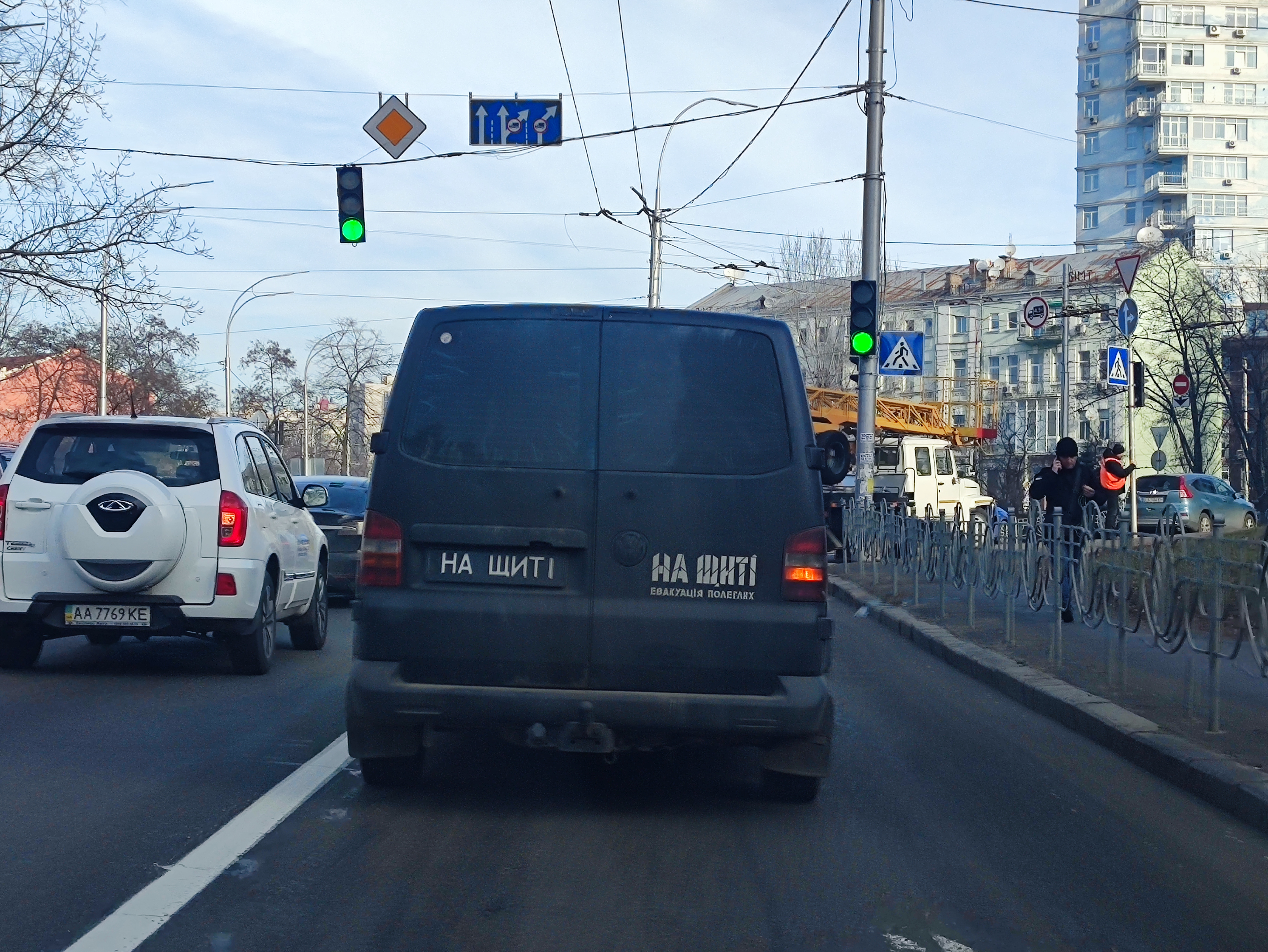
На щиті

«Евакуація 200» — гуманітарний проєкт Управління цивільно-військового співробітництва Збройних сил України, завданням якого є пошук та евакуація тіл військовослужбовців ЗСУ, представників інших військових формувань та правоохоронних органів, які загинули у зоні бойових дій на сході України, у тому числі на окупованій території. Проєкт починався як Гуманітарна місія «Чорний тюльпан», яку виконували представники ВГО Союз «Народна Пам'ять», які мали значний досвід у подібних місіях і займалися пошуком останків солдатів, які полягли на полі бою у часи Першої та Другої світових війн. З 3 вересня 2014 року проєкт почав функціонувати під загальною координацією УЦВС ЗСУ. Пошуковці-волонтери разом з пошуковими групами цивільно-військового співробітництва Збройних Сил України (офіцери відділу пошукової роботи УЦВС ЗСУ та працівники Національного військово-історичного музею України) виконують важку моральну і фізичну роботу в непростих умовах — часто під обстрілами у зоні бойових дій.
З вересня 2014 року по липень 2015 року у рамках проєкту з окупованих територій Донецької та Луганської областей пошукові групи вивезли понад 600 тіл загиблих. З них близько 250 тіл були знайдені пошуковцями на полях боїв, а приблизно 450 — евакуйовані з моргів окупованої території.

## Історія
Від початку боїв війни на сході українські волонтери з ВГО Союз «Народна Пам'ять» взялися за пошуки тіл загиблих. Волонтери домовлялися з ватажками самопроголошених «ДНР» та «ЛНР» про доступ на контрольовану ними територію, відшукували тіла та доправляли їх рідним. Восени 2014 року до їхньої роботи підключилося і Міністерство оборони України, започаткувавши спільний проєкт «Евакуація 200» («Чорний тюльпан»), завданнями якого були пошук, евакуація та ідентифікація тіл загиблих. 2 вересня 2014 року вони почали спільну роботу в рамках гуманітарного проєкту «Евакуація 200» разом з групами цивільно-військового співробітництва Збройних Сил України та працівниками Національного військово-історичного музею України.
9 вересня 2014 року на брифінгу представники Збройних Сил України, Національного військово-історичного музею України та ВГО «Союз „Народна Пам'ять“» розповіли про Гуманітарний проєкт «ЕВАКУАЦІЯ 200», його програму, контактні телефони та перші результати. На той час планувалося, що буде створено 4 координаційних офіси при штабах АТО, 6 пошукових груп чисельністю понад 60 осіб для виїзду на місця боїв, матеріально-технічна база, адміністративно-правовий центр.
Станом на травень 2016 року, Ярославом Жилкіним з ВГО Союз «Народна Пам'ять» констатувалася фактична відсутність доступу до окупованих територій, починаючи з січня 2016 року.

З 30 вересня 2016 року волонтери-пошуковці «Чорного Тюльпану» не залучаються до реалізації Гуманітарного проєкту Збройних Сил України «Евакуація 200».

## Місія

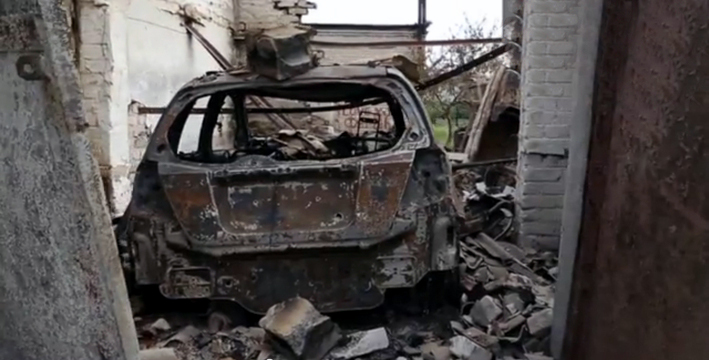
Згорілий автомобіль після боїв

Гуманітарні експедиції організовуються виключно за погодженням з Відділом пошукової роботи УЦВС ЗСУ, за підтримки Делегації Міжнародного Червоного Хреста в Україні та інших залучених сторін. При цьому зберігається повна нейтральність роботи та винятково гуманітарний характер місії. Координацію роботи на тимчасово непідконтрольних територіях Донецької та Луганської областей здійснює Координатор проєкту від Відділу пошукової роботи УЦВС ЗСУ. У групі працюють люди різних політичних поглядів. Але там вони зобов'язані дотримуватися нейтралітету.
У місії працюють жителі різних регіонів України. Але з міркувань безпеки не завжди беруть тих, хто живе західніше Житомира. На в'їзді в «зону» паспорт перевіряють, прописку у тому числі.
На території, яка підконтрольна Україні, місія працює виключно під керівництвом офіцерів пошукових груп цивільно-військового співробітництва Збройних Сил України у рамках Гуманітарного проєкту Збройних Сил України «ЕВАКУАЦІЯ 200» за сприяння представників слідчих органів, прокуратури, відділень судово-медичних експертиз.
На непідконтрольній території пошукові групи працюють під наглядом комбатантів з боку ДНР і ЛНР, які супроводжують місію в машині разом з волонтерами; їх присутність в машині дає підстави сподіватися, що з волонтерами нічого поганого не станеться. Тому, що група людей, які снують по полю і щось шукають може викликати підозри.

## Звіти
Станом на ранок 9 вересня в районі кургану Савур-Могила знайдені та евакуйовані останки 18 військовослужбовців. Їх передали для ідентифікації, з великою часткою ймовірності вже ідентифіковано одну людину.
11 вересня. В ході робіт під Іловайськом знайдені тіла 13 українських військовослужбовців — екіпажі БМП і танків, піхотинці — імовірно солдати і офіцери ЗСУ. Йде процес ідентифікації і, незважаючи на відсутність у всіх особистих розпізнавальних знаків, вже можна говорити про ідентифікацію 5 загиблих.
12 вересня. Під Іловайськом виявлені останки ще 8 військовослужбовців, один з яких вже ідентифікований — це танкіст з Інгульця.
14 вересня. За 13 та 14 вересня, пошукова група ВГО «Союз „Народна Пам'ять“», в ході здійснення гуманітарної місії, виявила під Іловайськом 26 загиблих українських військовослужбовців.
15 вересня. В ході пошукових робіт у районі урочища Червона Поляна були виявлені останки 14 українських військовослужбовців. Обстежуючи БТР, виявлені фрагментарні останки — на думку пошуковців, пряме попадання знищило весь екіпаж. На жаль, в польових умовах визначити точну кількість загиблих неможливо — останки зібрані в один контейнер і відправлені на судмедекспертизу.
29 вересня. Пошуковцям ВГО «Союз Народна Пам'ять» вдалося виявити в районі села Червоносільське (Донецька область) останки чотирьох українських солдатів (останки трьох — фрагментарно).
1 жовтня. Пошуковцям вдалося виявити останки 3 бійців на околиці села Петрівське (Донецька область). Їх тіла були закопані на двометровій глибині. На одному трупі був камуфляж британського типу та берці. Двоє були в тенісках, взуття було відсутнє. Голова одного з бійців була обмотана простирадлом — настільки серйозним було кульове поранення. Біля могилі також лежали носилки, на яких сюди принесли закривавлені тіла загиблих. Власне, про ці носилки пошуковцям розповів місцевий житель, який бачив, як десь пару тижнів тому майор української армії і ще кілька військових принесли сюди трупи своїх товаришів по службі. За його словами, майор була не багатослівний і сказав, що загиблі хлопці були зовсім молодими. Знайти будь-які особисті речі або документи, за допомогою яких можна було б встановити особи військовослужбовців, на жаль, не вдалося.
2 жовтня. Пошуковці знайшли останки 2 бійців в районі села Осикове (Старобешівський район). Обидва тіла були знайдені в кузові вантажного автомобіля ГАЗ-66, який стояв у соняшниковому полі, в десяти метрах від асфальтованої дороги. Армійська вантажівка вигоріла дотла, прицільний вогонь противника перетворив її на решето, до всього машина була ще й підірвана. Тіло водія а ні в машині, ані поряд не було. На жаль, предмети або речі, які допомогли б встановити особи загиблих хлопців, відсутні.
6 жовтня. Поблизу кургану Савур-Могила представники гуманітарної місії змогли виявити тіла 6 українських військових. Всі тіла знаходилися в окопі, посеред поля, їх навіть хтось присипав землею. На всіх військових добре збереглася камуфльований форма, взуття. А ось документів та особистих речей не було.
8 жовтня. Пошуковці ВГО «Союз „Народна Пам'ять“» змогли виявити тіла 3 українських солдат на околиці міста Сніжне (Донецька область). Про недавні бої досі нагадують розбиті військові вантажівки. Пошуковці відзначають: техніка належала протиборчої стороні. Особистість одного військовослужбовця вдалося встановити — при ньому були документи. Це працівник медичної служби.
9 жовтня. Під час пошукових робіт у Шахтарську (Донецька область) вдалося виявити тіла 8 українських десантників. Сім тіл були кимось прикопані — імпровізована братська могила. На рукавах хлопців були жовті стрічки. Пізніше, на околиці Шахтарська було знайдено тіло кулеметника. Особистість одного із загиблих вже можна встановити — при ньому були виявлені документи. Ідентифіковані: Федоряка Петро, Сєдов Олексій. Загинули 31 липня.
10 жовтня. Виявлені останки 3 українських військових. Загалом за час місії волонтерами ВГО «Союз „Народна Пам'ять“» знайдено і вивезено вже 155 тіл.
15 жовтня. З Луганська волонтерам вдалося вивезти 5 тіл загиблих українських військових, для їх упізнання потрібна експертиза ДНК. Відомо, що вони загинули у серпні поблизу луганського аеропорту від вогнепальних поранень. До того часу бойовики «ЛНР» відмовлялись їх віддавати.
21 жовтня. Під Іловайськом в розбитій колоні були знайдені фрагменти тіла і документи жінки-військовослужбовця.
26 жовтня. Під Старобешевим виявлено останки військовослужбовця, імовірно офіцера-десантника.
27 жовтня. В Шахтарському районі Донецької області виявлені останки 2 чоловіків — один у військовій уніформі, стискав у руці мобільний телефон. Інший був одягнений в цивільний одяг, у лівій скроні — акуратний вхідний отвір.
27 жовтня. З блокпоста № 32 біля села Сміле (Слов'яносербський район) Луганська область на блокпост № 31 біля смт Фрунзе за домовленістю з бойовиками було вивезено УРАЛом 8 тіл бійців, які загинули 15 жовтня під час прориву до блокпосту № 32. Тіла були в згорілій бронетехніці, інші — закопані у тимчасову могилу з хрестом, з написом 15.10.2014. Серед загиблих бійці батальйону «Айдар» групи «Італійця» та, за повідомленням журналіста Ю.Бутусова, бійці 95-ї аеромобільної бригади. Ідентифіковані троє бійців батальйону «Айдар»: Піскіжов Олександр, Царенко Владислав, Полено Юрій.
3 листопада. Під Іловайськом були виявлені останки 5 осіб. Тіло 1 належить українському військовослужбовцю, воно відправлено на ідентифікацію.
6 листопада пошук проводився у Мар'їнському і Амвросіївському районах Донецької області. Були знайдені останки двох українських військовослужбовців; один — фрагментарно, встановити приналежність до роду військ неможливо, другий, імовірно, танкіст. Поруч з колоною розбитої техніки, були виявлені фрагменти останків українського військовослужбовця.
9 листопада у Мар'їнському районі Донецької області пошуковцями були виявлені останки 2 українських військових.
20 листопада. Протягом тижня в зоні АТО пошуковці виявили множинні фрагменти загиблих українських військовослужбовців, а також тіло 1 військового, особу якого вдалося ідентифікувати. 20 листопада члени місії «Чорний тюльпан» завдяки повідомленню представників Міжнародного Комітету Червоного Хреста виявили в зоні АТО тіла 2 українських військових, при них не було ні розпізнавальних знаків, ні документів. Загалом пошуковці пропрацювали близько 15 населених пунктів, виявлені тіла більше 160 військовослужбовців.
23 листопада. В зоні АТО виявлено останки 7 військовослужбовців.
24 листопада. Пошуковці знайшли 2 загиблих в зоні АТО. Один був прикопаний, з документами. Іншого помітили комбайнери у полі, — розкидані фрагменти кісткових останків, а також обкладинку паспорта, військового квитка і довідку з іменем.
23 грудня. Українській стороні було передано 8 тіл загиблих військовослужбовців. Вони загинули в серпні 2014 року в Луганській області. Четверо загиблих проходило службу в батальйоні «Айдар», вони загинули 13 серпня на автодорозі Луганськ — Краснодон, в районі між Новосвітлівкою та Хрящюватим (Василь Билитюк, Сергій Кононко, Іван Лучинський, Борис Шевчук).

### 2015 рік
19 березня. Відбулася передача українській стороні останків воїнів, які загинули 5 вересня 2014 року під Луганськом поблизу с. Весела гора (коли в засідку потрапили бійці «Айдару» на УРАЛі і бійці 80-ї бригади на БТР). Кількість загиблих встановити без ДНК експертизи неможливо. Сепаратисти запевнили, що в моргах Луганська останків українських воїнів більше немає.
16 липня. Голова організації Ярослав Жилкін заявив, що волонтери призупиняють пошуки у зоні конфлікту через брак грошей.
Але через тиждень, волонтери знову зібрали потрібну суму коштів і продовжили свою роботу. Гроші були зібрані від не байдужих людей та приватних підприємців, які в свою чергу допомагали не тільки грошима, а також продуктами, одягом та автомобілями. Наприкінці року кошти виділили з бюджету Луцька та Волинської області. Тоді ж уряд Швейцарії виділив 50 тис. євро на потреби місії.

### 2016 рік
З 30 вересня 2016 року представники ВГО Союз «Народна Пам'ять» (так звана «Гуманітарна місія „Чорний тюльпан“») не беруть участь у реалізації заходів Гуманітарного проєкту Збройних Сил України «ЕВАКУАЦІЯ 200». Співпраця була припинена з ініціативи Міністерства оборони України, яке почало реалізовувати власний Гуманітарний проєкт «Евакуація 200» у взаємодії з іншими силовими структурами та цивільними організаціями.
8 листопада, українській пошуковій групі гуманітарного проєкту Збройних Сил України «ЕВАКУАЦІЯ 200», з тимчасово окупованої території Донбасу було передано тіла двох українських військовослужбовців. Як зазначається, обидва тіла невпізнані. Вони будуть доставлені до м. Дніпра, де буде проведена експертиза за ДНК для ідентифікації.